# Wilaya d'In Salah
La wilaya d'In Salah est une wilaya algérienne créée en 2019 et officialisée en 2021, auparavant, une wilaya déléguée créée en 2015. Elle est située dans le Sahara algérien.

## Géographie
La wilaya d'In Salah est située dans le Sahara algérien, sa superficie est de 131 220 km2. Elle est constituée des communes d'In Salah, d'In Ghar et de Foggaret Ezzaouia.
Elle est délimitée :
- au nord par la wilaya d'El Meniaa et celle Ouargla ;
- à l'est par la wilaya d'Illizi ;
- au nord-ouest par la wilaya de Timimoun ;
- à l'ouest par la wilaya d'Adrar ;
- et au sud par la wilaya de Tamanrasset.

| Timimoun | El Meniaa, Ouargla |        |
| Adrar    | wilaya d'In Salah  | Illizi |
|          | Tamanrasset        |        |

## Histoire
La wilaya d'In Salah est créée le 26 novembre 2019. En 2021, le président Tebboune, officialise le nouveau découpage administratif.
Auparavant, elle était une wilaya déléguée, créée selon la loi no 15-140 du 27 mai 2015, portant création de circonscriptions administratives dans certaines wilayas et fixant les règles particulières qui leur sont liées, ainsi que la liste des communes qui sont rattachées à elle. Avant 2019, elle était rattachée à la wilaya de Tamanrasset.

## Organisation de la wilaya
Lors du découpage administratif de 2015, la wilaya déléguée d'In Salah est constituée de 3 communes et 2 daïras.
En 2019, la wilaya est constituée de trois communes :
- Foggaret Ezzaouia
- In Ghar
- In Salah

### Liste des walis
| N° | Wali                | Début            | Fin              |
| -- | ------------------- | ---------------- | ---------------- |
| 1  | Ibrahim Ghemired    | 21 février 2021  | 6 septembre 2023 |
| 2  | Abdelkader Bendjima | 6 septembre 2023 | en cours         |

### Daïras
Le tableau suivant donne la liste des daïras de la wilaya
| Daïra    | Nombre de communes | Superficie km2 | Population | Communes                    |
| -------- | ------------------ | -------------- | ---------- | --------------------------- |
| In Salah | 2                  |                |            | In Salah, Foggaret Ezzaouia |
| In Ghar  | 1                  |                |            | In Ghar                     |

## Démographie
Selon le recensement général de la population et de l'habitat de 2008, l'ensemble des communes de la wilaya d'In Salah comptait 50 392 habitants.